# Aswarby
Aswarby är en by i civil parish Aswarby and Swarby, i distriktet North Kesteven, i grevskapet Lincolnshire, i England. Byn är belägen 5 km från Sleaford. Aswarby var en civil parish fram till 1931 när blev den en del av Aswarby and Swarby och Aunsby and Dembleby. Civil parish hade 90 invånare år 1921. Byn nämndes i Domedagsboken (Domesday Book) år 1086, och kallades då Asuuardebi/Wardebi.